# Gran Premio de Alemania de Motociclismo de 1991
El Gran Premio de Alemania de Motociclismo de 1991 fue la sexta prueba de la temporada 1991 del Campeonato Mundial de Motociclismo. El Gran Premio se disputó el 26 de mayo de 1991 en el circuito de Hockenheimring.

## Resultados 500cc
La carrera de 500cc fue ganada por Kevin Schwantz gracias a un adelanto de la última vuelta a Wayne Rainey. Los dos pilotos estadounidenses llegaron a la línea de meta con tan sólo 16 milésimas de diferencia. En tercera posición, llegó Mick Doohan a dos segundos de los dos estadounidenses. La clasificación general deja a Doohan en cabeza con 106 puntos, segundo Rainey con 94 y tercero Schwantz que, con los 20 puntos de la victoria, con 75 puntos.
Debido a la ausencia de Jean-Philippe Ruggia y Alex Barros, ambos lesionados en un choque durante los entrenamientos libres, y la no clasificación de cuatro pilotosmás , solo hubo quince participantes en la carrera de 500 clases De estos, solo catorce cruzaron la línea, por lo que el punto del 15° lugar no fue asignado.
| Pos.              | Piloto               | Equipo                 | Moto   | Tiempo     | Pts. |
| ----------------- | -------------------- | ---------------------- | ------ | ---------- | ---- |
| 1                 | Kevin Schwantz       | Lucky Strike Suzuki    | Suzuki | +36:20.491 | 20   |
| 2                 | Wayne Rainey         | Marlboro Team Roberts  | Yamaha | +0.016     | 17   |
| 3                 | Mick Doohan          | Rothmans Honda Team    | Honda  | +8.944     | 15   |
| 4                 | Eddie Lawson         | Cagiva Corse           | Cagiva | +11.568    | 13   |
| 5                 | Wayne Gardner        | Rothmans Honda Team    | Honda  | +25.500    | 11   |
| 6                 | Didier de Radiguès   | Lucky Strike Suzuki    | Suzuki | +1:00.264  | 10   |
| 7                 | Juan Garriga         | Ducados Yamaha         | Yamaha | +1:11.175  | 9    |
| 8                 | Adrien Morillas      | Sonauto Yamaha Mobil 1 | Yamaha | +1:24.711  | 8    |
| 9                 | Doug Chandler        | Roberts B Team         | Yamaha | +1:41.466  | 7    |
| 10                | Eddie Laycock        | Millar Racing          | Yamaha | +1 Vuelta  | 6    |
| 11                | Cees Doorakkers      | HEK-Baumachines        | Honda  | +1 Vuelta  | 5    |
| 12                | Michael Rudroff      | Rallye Sport           | Honda  | +1 Vuelta  | 4    |
| 13                | Hans Becker          | Team Romero Racing     | Yamaha | +1 Vuelta  | 3    |
| 14                | Simon Buckmaster     | Padgett's Racing Team  | Suzuki | +1 Vuelta  | 2    |
| Ret               | John Kocinski        | Marlboro Team Roberts  | Yamaha | Ret        |      |
| DNS               | Jean-Philippe Ruggia | Sonauto Yamaha Mobil 1 | Yamaha | DNQ        |      |
| DNS               | Alex Barros          | Cagiva Corse           | Cagiva | DNQ        |      |
| DNQ               | Josef Doppler        | Doppler Racing         | Honda  | DNQ        |      |
| DNQ               | Helmut Schutz        | Rallye Sport           | Honda  | DNQ        |      |
| DNQ               | Niggi Schmassman     | Schmassman Technotron  | Honda  | DNQ        |      |
| DNQ               | Martin Trösch        | MT Racing              | Honda  | DNQ        |      |
| [ 2 ] [ 3 ] [ 4 ] |                      |                        |        |            |      |

## Resultados 250cc
Victoria de Helmut Bradl en 250, que recorta grandes diferencias con sus perseguidores. El español Carlos Cardús fue segundo a más de 13 segundos y Wilco Zeelenberg tercero a 14 segundos. La cuarta posición fue para el italiano Luca Cadalora (la primera carrera de la temporada en la que no está en el podio). El italiano corrió con problemas físicos, debido a una caída en la calificación donde se fracturó la apófisis de una vértebra lumbar. Además Cadalora es el blanco de insultos de los aficionados alemanes tras la controversia que surgió en el Gran Premio de Italia entre él y Bradl. Precisamente para atemperar este clima, el director de carrera convenció a los dos pilotos de darse la mano antes del inicio del GP. La general de pilotos no se modifican, con Cadalora en cabeza con 110 puntos, segundo Bradl con 91, y Cardús tercero con 82.
| Pos.     | Piloto                    | Moto     | Tiempo    | Pts. |
| -------- | ------------------------- | -------- | --------- | ---- |
| 1        | Helmut Bradl              | Honda    | 31:59.456 | 20   |
| 2        | Carlos Cardús             | Honda    | +13.517   | 17   |
| 3        | Wilco Zeelenberg          | Honda    | +14.034   | 15   |
| 4        | Luca Cadalora             | Honda    | +23.707   | 13   |
| 5        | Masahiro Shimizu          | Honda    | +43.569   | 11   |
| 6        | Andreas Preining          | Aprilia  | +43.756   | 10   |
| 7        | Àlex Crivillé             | JJ Cobas | +43.825   | 9    |
| 8        | Jochen Schmid             | Honda    | +43.960   | 8    |
| 9        | Martin Wimmer             | Suzuki   | +44.219   | 7    |
| 10       | Stefan Prein              | Honda    | +44.585   | 6    |
| 11       | Paolo Casoli              | Yamaha   | +45.081   | 5    |
| 12       | Harald Eckl               | Aprilia  | +47.530   | 4    |
| 13       | Doriano Romboni           | Honda    | +50.256   | 3    |
| 14       | Jean-Pierre Jeandat       | Honda    | +59.494   | 2    |
| 15       | Carlos Lavado             | Yamaha   | +1:04.087 | 1    |
| 16       | Dominique Sarron          | Yamaha   | +1:21.210 |      |
| 17       | Bernd Kassner             | Yamaha   | +1:21.432 |      |
| 18       | Fausto Ricci              | Yamaha   | +1:46.045 |      |
| 19       | Patrick van den Goorbergh | Yamaha   | +1:50.704 |      |
| 20       | Kevin Mitchell            | Yamaha   | +1:50.882 |      |
| 21       | Jean Foray                | Yamaha   | +1:50.946 |      |
| 22       | Marcellino Lucchi         | Aprilia  | +1:53.122 |      |
| 23       | Wayne Doran               | Aprilia  | +1:58.967 |      |
| 24       | Ian Newton                | Yamaha   | +2:09.344 |      |
| 25       | Peter Linden              | Honda    | +1 Vuelta |      |
| Ret      | Corrado Catalano          | Honda    | Ret       |      |
| Ret      | Bernard Hänggeli          | Aprilia  | Ret       |      |
| Ret      | Pierfrancesco Chili       | Aprilia  | Ret       |      |
| Ret      | Loris Reggiani            | Aprilia  | Ret       |      |
| Ret      | Renzo Colleoni            | Aprilia  | Ret       |      |
| Ret      | Urs Jücker                | Yamaha   | Ret       |      |
| Ret      | Jaime Mariano             | Aprilia  | Ret       |      |
| DNS      | Alberto Puig              | Yamaha   | DNS       |      |
| DNS      | Frédéric Protat           | Aprilia  | DNS       |      |
| DNS      | Leon van der Heyden       | Honda    | DNS       |      |
| DNS      | Erkka Korpiaho            | Aprilia  | DNS       |      |
| DNS      | Stefano Pennese           | Aprilia  | DNS       |      |
| Fuentes: |                           |          |           |      |

## Resultados 125cc
En 125, se registró la primera victoria de su carrera en el Mundial de Ralf Waldmann. El segundo lugar fue para Loris Capirossi (quinto podio en cinco carreras de las carreras de la temporada ), mientras que el suizo Heinz Lüthi acabó en tercera posición. Abandona Fausto Gresini después de una caída en la carrera con Capirossi. Capirossi asciende a la primera posición de la general con 84 puntos, Gresini cae al segundo lugar con 71 puntos mientras que con esta victoria lleva al tercer lugar Waldmann con 56 puntos. 
Tal como sucedió en las clases de mayor cilindrada, muchos pilotos de esta ciclindrada sufrieron lesiones. Ezio Gianola (dos metatarsianos rotos del pies derecho y los escafoides de mano derecha), Koji Takada y Taru Rinne (ambos con conmoción cerebral).
| Pos.  | Piloto               | Moto      | Tiempo    | Pts. |
| ----- | -------------------- | --------- | --------- | ---- |
| 1     | Ralf Waldmann        | Honda     | 33:12.041 | 20   |
| 2     | Loris Capirossi      | Honda     | +0.288    | 17   |
| 3     | Heinz Lüthi          | Honda     | +1.343    | 15   |
| 4     | Gabriele Debbia      | Aprilia   | +1.549    | 13   |
| 5     | Alessandro Gramigni  | Aprilia   | +1.558    | 11   |
| 6     | Jorge Martínez Aspar | JJ Cobas  | +3.893    | 10   |
| 7     | Alfred Waibel        | Honda     | +4.395    | 9    |
| 8     | Dirk Raudies         | Honda     | +4.503    | 8    |
| 9     | Nobuyuki Wakai       | Honda     | +22.679   | 7    |
| 10    | Kazuto Sakata        | Honda     | +22.682   | 6    |
| 11    | Luis Álvaro          | Derbi     | +22.958   | 5    |
| 12    | Hans Spaan           | Honda     | +34.926   | 4    |
| 13    | Maurizio Vitali      | Gazzaniga | +38.459   | 3    |
| 14    | Kinya Wada           | Honda     | +38.754   | 2    |
| 15    | Johnny Wickström     | Honda     | +38.857   | 1    |
| 16    | Stefan Kurfiss       | Honda     | +39.281   |      |
| 17    | Hisashi Unemoto      | Honda     | +39.536   |      |
| 18    | Herri Torrontegui    | JJ Cobas  | +39.544   |      |
| 19    | Thierry Feuz         | Honda     | +40.116   |      |
| 20    | Jos van Dongen       | Honda     | +40.286   |      |
| 21    | Stefan Brägger       | Honda     | +40.344   |      |
| 22    | Arie Molenaar        | Honda     | +41.113   |      |
| 23    | Gimmi Bosio          | Honda     | +41.381   |      |
| 24    | Wolfgang Fritz       | Honda     | +58.364   |      |
| 25    | Hans Koopman         | Honda     | +58.653   |      |
| 26    | René Dünki           | Honda     | +58.659   |      |
| 27    | Ian McConnachie      | Honda     | +1:35.943 |      |
| Ret   | Adolf Stadler        | JJ Cobas  | Ret       |      |
| Ret   | Fausto Gresini       | Honda     | Ret       |      |
| Ret   | Manuel Herreros      | JJ Cobas  | Ret       |      |
| Ret   | Robin Appleyard      | Honda     | Ret       |      |
| Ret   | Emilio Cuppini       | Gazzaniga | Ret       |      |
| Ret   | Francisco Debon      | JJ Cobas  | Ret       |      |
| Ret   | Bruno Casanova       | Honda     | Ret       |      |
| Ret   | Julián Miralles      | JJ Cobas  | Ret       |      |
| Ret   | Peter Öttl           | Rotax     | Ret       |      |
| DNS   | Ezio Gianola         | Derbi     | DNS       |      |
| DNS   | Koji Takada          | Honda     | DNQ       |      |
| DNQ   | Steve Patrickson     | Honda     | DNQ       |      |
| DNQ   | Alain Bronec         | Honda     | DNQ       |      |
| DNQ   | Peter Galvin         | Honda     | DNQ       |      |
| DNQ   | Manuel Hernández     | Honda     | DNQ       |      |
| DNQ   | Oliver Petrucciani   | Aprilia   | DNQ       |      |
| DNQ   | Serafino Foti        | Honda     | DNQ       |      |
| DNQ   | Alan Patterson       | Honda     | DNQ       |      |
| DNQ   | Hubert Abold         | Honda     | DNQ       |      |
| DNQ   | Jean-Claude Selini   | Honda     | DNQ       |      |
| DNQ   | Thomas Engl          | Honda     | DNQ       |      |
| DNQ   | Phillip Unhola       | Honda     | DNQ       |      |
| DNQ   | Taru Rinne           | Honda     | DNQ       |      |
| [ 4 ] |                      |           |           |      |